# Heliodoxa aurescens
A Heliodoxa aurescens  a madarak osztályának sarlósfecske-alakúak (Apodiformes)  rendjébe és a kolibrifélék (Trochilidae) családjába tartozó faj.

## Rendszerezése
A fajt John Gould angol ornitológus írta le 1846-ban. Sorolták a Polyplancta nembe Polyplancta aurescens néven is.

## Előfordulása
Dél-Amerikában, Bolívia, Brazília, Kolumbia, Ecuador, Peru és Venezuela területén honos. Természetes élőhelyei a szubtrópusi vagy trópusi síkvidéki esőerdők, lombhullató erdő, mocsári erdők és lombhullató erdők. Állandó, nem vonuló faj.

## Megjelenése
Testhossza 11-12 centiméter, testtömege 6 gramm körüli.

## Életmódja
Nektárral táplálkozik, de rovarokat is fogyaszt.

## Szaporodása
Fészekalja két tojásból áll, melyet a tojó költ ki.

## Természetvédelmi helyzete
Az elterjedési területe rendkívül nagy, egyedszáma viszont csökken, de még nem éri el a kritikus szintet. A Természetvédelmi Világszövetség Vörös listáján nem fenyegetett fajként szerepel.